# Piper crocatum
Piper crocatum là một loài thực vật có hoa trong họ Hồ tiêu. Loài này được Ruiz & Pav. miêu tả khoa học đầu tiên năm 1798.